# Neorumia lutea
Neorumia lutea är en fjärilsart som beskrevs av Bartlet-calvert 1893. Neorumia lutea ingår i släktet Neorumia och familjen mätare. Inga underarter finns listade i Catalogue of Life.